# 한다 리쿠
한다 리쿠(일본어: 半田 陸, 2002년 1월 1일~)는 일본의 축구 선수이다.

## 구단 경력
2019년 J2리그의 몬테디오 야마가타에 입단하였다. 2023년 J1리그의 감바 오사카로 이적했다.

## 국가대표팀 경력
그는 2019년 FIFA U-17 월드컵에 참가할 일본 U-17 국가대표팀에 발탁되었으며, 3경기에 출전했다.
2022년과 2024년 AFC U-23 아시안컵에도 출전, 2024년 아시안컵 우승에 기여했다. 2024년 하계 올림픽에서는 선수 명단에는 포함되었으나, 합숙 중 부상으로 출전하지 못했다.